# Nesso di causalità
Il nesso di causalità, in diritto, indica la relazione che lega in senso naturalistico un atto (o un fatto) e l'evento che vi discende, secondo la diversa prospettiva dinamica dalla quale si osserva un dato fenomeno.
La causalità nella filosofia del diritto è una nozione che si riferisce al principio logico e fenomenologico per il quale tutte le cose e tutti i fatti hanno una "causa" (cosa, persona o fenomeno) che li ha creati, originati o modificati rendendoli così come osservabili al momento di riferimento.

## Analisi

### Descrizione generale
Oggetto è il rapporto fra le due prospettive, studiato al fine di ricavare la riconducibilità di un dato evento all'atto o al fatto presupposto. Ciò che presuppone l'evento, dunque, è un fatto ovvero un atto, infatti da un lato la prospettiva di chi agisce, dall'altro la prospettiva dell'osservatore cui perviene il risultato dell'azione. La sintesi delle due prospettive si chiama nesso (da nectere, legare), e altro non è che la forza naturalistica che causa l'evento.
Nel caso si tratti di un atto, questo può prendere le forme di una data condotta umana e il prodotto di quella condotta, viene giuridicamente individuato come evento. Nel caso si tratti di un fatto, questo viene considerato perlopiù irrilevante per il diritto penale. Lo studio della causalità della condotta, per il diritto, come anticipato, non sorge dalla necessità di determinare categorie astratte di cause e conseguenze, o se nell'ordine che si intende dare alla società debba prevalere un concetto indeterministico di causalità oppure viceversa, deterministico.
Per Max Planck «il pensiero scientifico aspira alla causalità, è anzi la stessa cosa che il pensiero causale, e la meta finale di ogni scienza deve essere di condurre sino alle sue ultime conseguenze il punto di vista causale» Secondo Bertrand Russel, invece, il concetto di causa si lega ad accezioni tanto equivoche che sarebbe meglio rimuoverlo completamente dal lessico della filosofia, poiché mentre i filosofi intendono la causalità come uno degli assiomi o postulati fondamentali della scienza, «nelle scienze più progredite, come l'astronomia gravitazionale, la parola "causa" non compare mai» Per Salvatore Aleo il concetto è di rilevante importanza in dottrina in quanto su di essa poggia la teoria della responsabilità, di gran peso soprattutto per il diritto penale.
Il ricorso ai diversi concetti di causalità elaborati nell'ambito delle scienze esatte, delle scienze statistiche e delle scienze sociali e umane, consente di determinare se un evento possa o meno essere considerato riconducibile ad una persona. Molto delicato è il caso in cui occorra determinare se un'omissione possa essere ricondotta allo schema eziologico quale causa di un dato evento in qualità di "azione omissiva".
In termini più propriamente giuridici, raramente un evento può essere ricondotto con certezza al soggetto considerato agente, in quanto spesso intervengono fattori concausali ulteriori e, quindi, vi è in genere un'altissima probabilità dell'esistenza del nesso causale, ma non la certezza. La comprensione delle regole causali naturalistiche potrebbe perciò risultare parziale e minimale rispetto all'universo di fenomeni che sfuggono alla comprensione umana nel momento storico. La causalità secondo diritto è dunque un concetto volto a rendere coerente con le umane possibilità la causalità naturalistica: è in sostanza un correttivo garantistico rivolto a evitare che la scarsa conoscenza e possesso delle nozioni e delle regole che soprassiedono agli eventi naturali possa condurre a risultati giuridicamente aberranti.

### Rapporto tra azione ed omissione
Mentre il giudizio sull'esistenza del nesso di causalità è fondato su un sistema di reperimento dei criteri ipotetici (probabilistici, scientifici e sociali) di causazione dell'evento, il giudizio sulla causalità dell'omissione è un giudizio doppiamente ipotetico, rivolto a verificare sulla base di un'analisi che prevede l'utilizzo del doppio meccanismo logico della eliminazione mentale e della addizione mentale, la effettiva probabilità scientifica del verificarsi dell'evento, e la sua credibilità logica e razionale. La doppia ipotesi risiede in questo passaggio:
- individuazione delle cause naturali dell'evento (eliminazione)
- sostituzione mentale dell'omissione con l'azione impeditiva (addizione)

tali risultati mentali vanno poi corretti, ritenendo esistente il nesso laddove vi sia un pari grado di probabilità dell'evento, avuto riguardo alle possibili situazioni fattuali (casi) da risolvere e infine con un rigore di accertamento pari a quello utilizzato per la causalità commissiva, non potendosi ritenere suffragato dalle norme di legge un trattamento attenuato della causalità omissiva.

### Il caso fortuito e la forza maggiore
Studiati anche quali cause di esclusione della colpevolezza o della cosiddetta suitas dell'evento (ovvero la riconducibilità del fatto al soggetto), caso fortuito e forza maggiore sono elementi giuridici che negano la seriazione causale, per l'evidente incompatibilità fra più casualità. Questi elementi interpretano la obiettiva impossibilità od improbabilità del fatto. Il caso fortuito indica quei fattori causali che si presentano come improbabili secondo la miglior scienza ed esperienza, mentre la forza maggiore indica le forze esterne che determinano inevitabilmente il soggetto ad un atto o ad una condotta.
In base alle considerazioni che precedono è evidente che negli stessi casi non sarà rappresentabile alcuna forma di colpevolezza. Nel caso dei reati di mera condotta, come detto sopra, la causalità non entra del tutto a far parte della fattispecie tipica.

## Classificazione

### Nel diritto penale
Particolare attenzione è stata data alla causalità in diritto penale, a cagione della responsabilità personale che gran parte degli ordinamenti prevedono, e delle conseguenze che la sanzione penale importa per il soggetto autore del fatto reato. Il problema dello studio della causalità in diritto penale si pone eminentemente per i reati che cagionino un danno ovvero che prevedano una condotta produttiva di una offesa ad un interesse giuridicamente protetto (ad esempio nel caso dei reati che comportino un pericolo concreto), e non per quelli di mera condotta, per i quali non vi è una materialità dell'offesa, se non sul piano puramente giuridico.
Quattro sono le teorie principali che hanno affrontato e continuano ad affrontare il problema:
- La teoria della causalità naturale o teoria della condicio sine qua non, secondo la quale basta per la causalità nel reato una qualsiasi azione che abbia posto in essere un antecedente indispensabile per la realizzazione dell'evento. Questa teoria è stata considerata eccessivamente severa e aberrante in alcune applicazioni pratiche da molti giuristi. Il rischio di tale teoria è il cd. regressum ad infinitum (ad esempio Tizio, commerciante di armi, responsabile dell'omicidio posto in essere da Caio, solo perché ha venduto l'arma. Secondo la condicio sine qua non se non vi fosse stata la vendita dell'arma non si sarebbe potuto verificare l'evento e cioè l'omicidio)

### Correttivi apportati alla teoria della condicio sine qua non
- Teoria della causalità adeguata

Tale teoria è nata in Germania e afferma che la causalità nasce con una condotta adeguata, secondo ciò che normalmente accade in base alla comune esperienza, a cagionare l'evento, escludendo gli effetti improbabili.
La critica offerta a questa teoria è l'inidoneità dell'accertamento caso per caso della straordinarietà o meno dell'azione che ha causato l'evento, troppo blanda per l'imputato e troppo discrezionale per il giudice.
Tale teoria andrebbe ad escludere, secondo l'id quod plerumque accidit, la malformazione fetale avutasi a causa di farmaco non correttamente sperimentato (il caso pratico del Talidomide).
- Teoria della causalità umana

Proposta da Francesco Antolisei, il quale ripartendo dalla teoria condizionalistica, afferma che l’uomo è un essere dotato di coscienza e volontà, pertanto esistono avvenimenti che rientrano nella sfera della signoria dell'uomo, ossia che sono voluti dall'uomo stesso il quale pur avendone coscienza non fa nulla per evitarne l'accadimento.
Oltre questi avvenimenti prevedibili, esistono avvenimenti imprevedibili, cioè fatti eccezionali, cioè completamente indipendenti dalla coscienza e volontà umana, pertanto solo gli avvenimenti prevedibili sono imputabili all’uomo, perciò riprendendo la teoria condizionalistica, Antolisei sostiene che, ai fini della sussistenza del nesso di causalità, occorrono anche due elementi:
1. Elemento positivo: l'azione umana come condicio sine qua non dell'evento, cioè senza l’azione umana l’evento non si sarebbe verificato.
2. Elemento negativo: l’evento, cioè il risultato della condotta, non deve essere dovuto al concorso di fattori eccezionali, cioè è importante l’assenza di avvenimenti imprevedibili che siano contemporanei, antecedenti o successivi all’evento preso in esame

Tale teoria è però accusata di presentare i medesimi limiti della causalità naturale e di operare una contaminazione fra elemento oggettivo e soggettivo, dal momento che la punibilità dipende da un'ambigua prevedibilità o dominabilità dell'evento.
- La teoria della imputazione oggettiva dell'evento, di derivazione oltralpina.[6]
- La  teoria della causalità scientifica, definita quale causalità  "vera", fondata sullo studio scientifico del fenomeno, cioè il nesso di causa va indagato secondo un'"analisi controfattuale" che riveli se in mancanza della condotta l'evento non si sarebbe verificato.

Tale analisi deve condurre a un'"alta probabilità logica e una credibilità razionale", scientifica del fatto.
Importante nel caso dell'omissione il fatto che il nesso causale sussiste solo quando questa sia stata indispensabile per la realizzazione dell'evento, e che il reo non abbia avuto ostacoli nel poter agire.
L'art. 40 del codice penale stabilisce che questo impedimento dell'evento deve essere un obbligo giuridico sancito dalla legge.

### Terminologia di nesso causale
Un importante aiuto nella definizione del nesso di causalità è l'utilizzo della "terminologia di probabilità del nesso causale", definendo la probabilità di esistenza del nesso nella seguente scala: "impossibile", "poco probabile", "possibile", "molto probabile" e "certa". Dal punto di vista giuridico la validità del nesso sussisterà solo negli ultimi due casi.

### Nel diritto civile
Anche il diritto civile fa uso del concetto di causalità e causazione dell'evento, sebbene con un approccio meno rivolto alla comprensione del fenomeno naturalistico dal punto di vista scientifico e, invece, più nettamente giuridico: l'illecito civile possiede qualità dannose di minore impatto materiale.
Si può distinguere quindi, a seconda che l'illecito sia contrattuale od extracontrattuale, ovvero da contatto sociale:
- secondo l'ampio concetto di imputabilità per quanto riguarda il diritto delle obbligazioni contrattuali (ovvero riferibilità al soggetto del danno da illecito contrattuale)
- secondo il rapposto per quanto concerne le obbligazioni da illecito extracontrattuale.
- secondo la teoria dell'obbligazione da contatto sociale, il nesso fra condotta ed evento, è da ricercarsi secondo un criterio di riconducibilità del fatto illecito all'evento in termini non dissimili da ciò che accade per la responsabilità contrattuale.[8]

## Nel mondo

### Italia
Con l'entrata in vigore nel 1948 della Costituzione della Repubblica italiana, l'art. 27 della Carta, afferma il principio della personalità della responsabilità penale, escludendo che un soggetto possa essere chiamato a rispondere per fatti altrui.
Il nesso di causalità secondo la legge italiana ha soprattutto rilievo riguardo alla responsabilità penale: infatti l'articolo 40 del codice penale italiano sanziona l'omissione nell'impedire un evento che si abbia l'obbligo di impedire, equiparando tale omissione alla causa dello stesso. Il diritto positivo italiano ha recepito, agli art. 40 e 41 del codice penale, gran parte della teoria condicio sine qua non, inserendo però una disposizione di sbarramento nel secondo comma dell'art. 41, affermando che le cause sopravvenute escludono il rapporto quando da sole siano state sufficienti a determinare l'evento.
A chiarire tale ultima disposizione, è intervenuta la giurisprudenza della Corte Suprema di Cassazione che ha stabilito come l'evento previsto nel secondo comma sia frutto di fattori concausali sopravvenuti di carattere eccezionale, ovvero imprevedibili e anormali. Rimane l'eventuale problema del diverso trattamento delle cause sopravvenute rispetto a quelle concomitanti o antecedenti; nel cui caso potrebbero trovare applicazione per analogia le disposizioni codicistiche sul caso fortuito e sulla forza maggiore.